# エヴリン・ベアトリス・ホール
エヴリン・ベアトリス・ホール（Evelyn Beatrice Hall、1868年9月28日 - 1956年4月13日）は、イギリスの女性作家である。ペンネームとしてスティーヴン・G・タレンタイア（Stephen G. Tallentyre）を使用した。1903年に出版されたフランスの作家ヴォルテールの伝記『ヴォルテールの生涯』（The Life of Voltaire）で最もよく知られる。1906年にはヴォルテールの逸話集『ヴォルテールの友人』（The Friends of Voltaire）を執筆した。
『ヴォルテールの友人』の中で、ホールはヴォルテールの考え方を説明するために「私はあなたの言うことに反対だが、あなたがそれを言う権利は命をかけて守る」と書いた。このフレーズは、ヴォルテール自身に誤って帰属されることがあるが、言論の自由・表現の自由の原則を説明するためにしばしば引用される。

## 私生活
ホールは1868年9月28日にイングランドのケント州シューターズ・ヒルで生まれた。父のウィリアム・ジョン・ホール（1830年-1910年）はセント・ポール大聖堂の聖職者（マイナーカノン）だった。姉のエテル・フランシス・ホール（1865年-1943年）は、1889年に小説家のヒュー・ストーウェル・スコット（ペンネーム ヘンリー・セトン・メリマン）と結婚した。ホールは義兄スコットとともに短編集"From Wisdom Court"（1893年）と"The Money-Spinner"（1896年）を著した。スコットが1903年に亡くなると、ホールは遺言により5千ポンドを相続した。遺言書には「これは彼女の継続的な支援と文学的な助言に対する私の感謝のしるしであり、それらがなければ私は文筆で生計を立てることはできなかっただろう」と書かれていた。

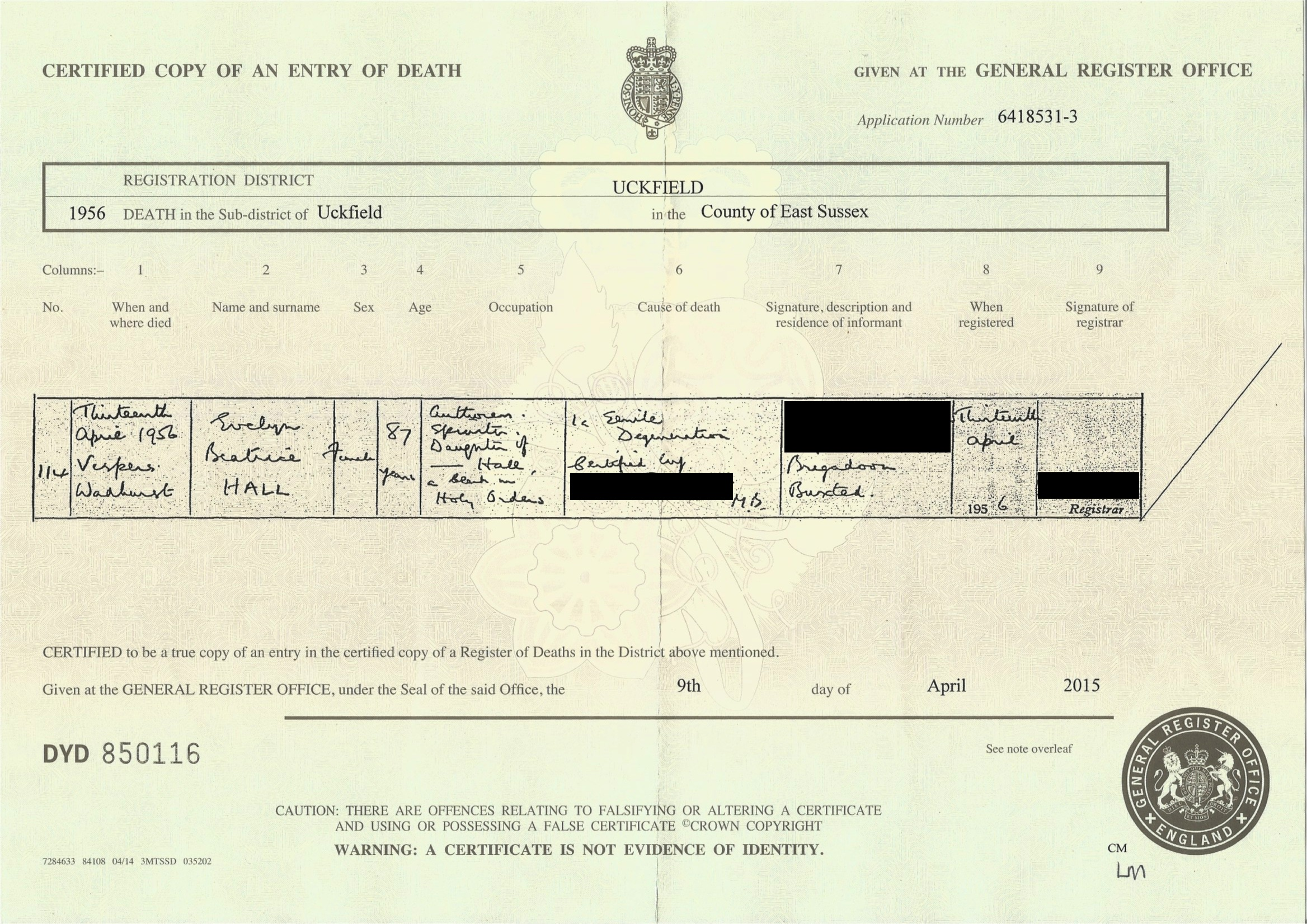
ホールの死亡証明書

ホールは生涯独身だった。1956年4月13日にイースト・サセックス州ワドハーストにおいて87歳で亡くなった。

## 著書
全ての著書はS・G・タレンタイアの名義で発表された。
- From Wisdom Court（ヘンリー・セトン・メリマンとの共著。1893年。1896年に再版）
- The Money-Spinner and Other Character Notes（ヘンリー・セトン・メリマンとの共著。1896年。1897年に再版）
- The Women of the Salons, and Other French Portraits（1901年）
- The Life of Voltaire（1903年） OCLC 609483264. Vols. 1 & 2 at Google Books.
- The Friends of Voltaire（1906年）
- The Life of Mirabeau（1908年）[12]
- Early-Victorian, A Village Chronicle（1910年）
- Matthew Hargraves（1914年）
- Voltaire in His Letters（1919年）
- Love Laughs Last（1919年）